# Sterling Park (Virginia)
Sterling Park ist eine früh geplante Gemeinde in Sterling, die seit 1963 auf früherem Ackerland nahe dem Washington Dulles International Airport in Loudoun County besteht. Die Fertighäuser waren vollelektrisiert und mit etwa 20.000 US-Dollar relativ günstig. Sie verfügten alle über Klimaanlagen, was für die damalige Zeit unüblich war. Hausbesitzer hatten Zugang zu einem Swimmingpool und einem Golfplatz.
Das Land, auf dem Sterling Park gebaut wurde, bestand aus einigen wenigen Bauernhöfen. Mit dem Baubeginn des Dulles International Airports begannen die Grundstückspreise zu steigen. Im Jahr 1961 sah Marvin T. Broyhill Sr. dies als gute Anlagemöglichkeit und entschied sich die 7,13 km² große Fläche zu kaufen. Heutzutage ist Sterling Park 2.115.783,86 US-Dollar wert. Die Häuser im Wert von 14.800 bis 22.500 US-Dollar wurden 1967 fertiggestellt. Sterling Park war eine der ersten geplanten Gemeinden im Osten von Loudoun County und ein beliebter Ort für Regierungsangestellte, die sich mit ihren Familien außerhalb von Washington, D.C. ansiedelten.
Neben der Sterling Elementary School und der Park View High School befinden sich in Sterling Park auch eine Vielzahl an Geschäften, Parks und Kirchen sowie ein Kommunikationszentrum.
Koordinaten: 39° 0′ N, 77° 25′ W